# Robbedoes in Berlijn
Robbedoes in Berlijn (Duits: Spirou in Berlin) is het negentiende stripalbum in de spin-offreeks Een verhaal van Robbedoes en Kwabbernoot door..., die door wisselende scenaristen en tekenaars gemaakt wordt. Het verhaal werd geschreven en getekend door Flix en ingekleurd door Marvin Clifford met de hulp van Ralf Marczinczik.
De eerste druk verscheen op 2 juni 2021. De eerste druk in het Duits werd op 31 juli 2018 door Carlsen Verlag gepubliceerd. Door het verkoopsucces in Duitsland werd besloten in 2019 en 2021 ook versies uit te brengen op respectievelijk de Franstalige en Nederlandstalige markt.
Flix gaat het benoemen van de politieke situatie eind jaren tachtig in de 20e eeuw niet uit de weg en toont bijvoorbeeld de Berlijnse Muur. Daarnaast bevat het talloze verwijzingen naar stripverhalen, vooral uit de reguliere reeks van Robbedoes en Kwabbernoot.

## Verhaal
In 1988 concluderen de kopstukken van de Duitse Democratische Republiek (DDR) dat ze bankroet zijn, wanneer een onbekende persoon hun een uitweg biedt. Negen maanden later zien we een Kwabbernoot die jaloers is dat Robbedoes in het blad Humoradio staat, terwijl hij als journalist naarstig op zoek is naar een grote scoop. De graaf van Rommelgem wordt uitgenodigd voor een mycologisch congres in Oost-Berlijn dat over twee dagen begint, waar hij niet op ingaat. Kwabbernoot hoopt op een grote rapportage en besluit terug te gaan naar de graaf om hem te overtuigen toch te gaan, maar de graaf blijkt verdwenen. In de ravage vinden ze een knoop van een DDR-uniform. Ze besluiten naar Oost-Berlijn te reizen. In een verlaten lab van Zwendel lenen ze een vliegende Zwendelpretzel. Eenmaal in Oost-Berlijn raakt Kwabbernoot danig onder de indruk van de schoonheid en luxe die hun worden aangeboden en wil niet zien dat het allemaal slechts een façade is.
Robbedoes wantrouwt het allemaal en komt door zijn onderzoekende geest in de problemen. Hij wordt gered door het meisje Momo, die hem vertelt hoe het er allemaal in toegaat in de DDR. Inmiddels is Kwabbernoot opgesloten waar hij zijn neef Wiebeling ontmoet die in dienst van de DDR is. Deze geeft hem de keuze tussen 15 jaar cel of hem helpen. Wiebeling heeft een apparaat uitgevonden dat bruinkool kan veranderen in diamant. Alleen om het te laten werken heeft hij de briljante geest van de graaf nodig en die wil niet meewerken. Aan Kwabbernoot de taak hem te overtuigen.
In de tussentijd zijn Robbedoes en Momo opgejaagd door de politie en weten na hun ontsnapping contact te leggen met het verzet die Robbedoes en kornuiten wil helpen het land uit te komen. Samen met Momo breekt Robbedoes vervolgens in in het Palace-hotel, waar ze Wiebeling, de graaf en Kwabbernoot aantreffen bij Wiebelings reusachtige apparaat. Ze weten de graaf te bevrijden en uiteindelijk te vluchten via de riolering naar het westen. Momo weet Wiebelings apparaat op te blazen voordat het kan worden gebruikt.

## Waardering
Het stripalbum kreeg in 2019 de PENG!-prijs voor beste Duitstalige strip.
Het tekenwerk wordt hogelijk gewaardeerd en filmisch gevonden. De vele details leiden niet af maar vergroten de sfeer. Het verhaal wordt echter mager gevonden. Het is niet duidelijk waarom het plaats moet vinden in de DDR en de bijfiguren zijn niet uitgewerkt.
Het verhaal kent vele verwijzingen naar Asterix, Lucky Luke en naar Robbedoes-verhalen getekend door André Franquin, zoals QRN op Bretzelburg (bijvoorbeeld de tunnelscène en een restaurant genaamd 'Kiliki'), De bezoeker uit de oertijd (de dinosaurus bij het kasteel van Rommelgem) en Bravo Brothers.
Het artikel over Robbedoes in de Humoradio werd geschreven door de journaliste IJzerlijm, die hier abusievelijk 'Stefanie' wordt genoemd; in het Duits heet IJzerlijm namelijk Steffani.